# Департамент освіти міста Нью-Йорк
Департамент освіти міста Нью-Йорк (англ. New York City Department of Education; колишня назва: Відділ освіти Нью-Йорка[1], Board of Education of the City of New York) — філія муніципального управління в Нью-Йорку, яка керує системою державних шкіл міста. Це найбільша шкільна система у Сполучених Штатах, з більш ніж 1,1 млн учнів у більш ніж 1700 окремих школах. Департамент охоплює усі п'ять районів Нью-Йорка.
Департамент очолює канцлер шкіл Нью-Йорка. Нинішній канцлер — Денніс М. Уолкоттом, який змінив Кеті Блек після того, як та пішла у відставку після менш ніж ста днів перебування на роботі.
Через свої величезні розміри (система охоплює більше учнів, ніж в дев'яти штатах США, разом узятих) система державних шкіл Нью-Йорка, очевидно, є найвпливовішою у США.